# C. Meyer Zulick
Conrad Meyer Zulick (3 giugno 1839 – 1º marzo 1926) è stato un giurista e politico statunitense, settimo Governatore del Territorio dell'Arizona.
Durante il suo mandato terminarono le guerre indiane e la capitale territoriale fu spostata da Prescott a Phoenix. È noto anche per essere stato prigioniero in Messico al momento della sua nomina.

## Biografia
Zulick nacque il 3 giugno 1839 a Easton, in Pennsylvania, da Anthony e Jane Morton (Cummings) Zulick. Suo padre era un immigrato di Francoforte, Germania, mentre sua madre era originaria della Pennsylvania. La famiglia Zulick viveva in una scuola privata chiamata Minerva Hall, dove, affiancato da tutor privati, ricevette la sua prima istruzione. Studiò per diventare avvocato e nel giugno del 1860 fu ammesso all'albo degli avvocati del New Jersey. Nello stesso anno fece campagna elettorale per Stephen A. Douglas nelle elezioni presidenziali del 1860.

## Carriera

### Guerra civile americana
All’inizio della Guerra Civile Americana, Zulick divenne aiutante di campo per la Seconda Divisione dei Volontari di colore. Salì di grado fino a diventare comandante dell’unità, ma fu congedato con il grado di colonnello a causa di una disabilità contratta in servizio.
Dopo il congedo, si trasferì a Newark, New Jersey, e divenne il primo esponente del Partito Democratico a ricoprire la carica di Surrogato della Contea di Essex. Sposò Caroline L. Nightingale e la coppia ebbe una figlia, Lillian Carlotta. Suo nipote fu il pilota navale DeWitt C. Ramsey.
Nel 1879, il Presidente Andrew Johnson nominò Zulick come Esattore delle Imposte per la Contea di Essex, New Jersey, e successivamente fu eletto Giudice Surrogato della stessa contea. Partecipò come delegato alla Convenzione Nazionale Democratica del 1880 e fece campagna per il suo partito. Rifiutò le candidature a governatore e al Congresso poiché aveva sviluppato interessi economici in Arizona e pianificava di trasferirsi lì. Alla fine del 1884 si trasferì a Tombstone, nel Territorio dell’Arizona.

### Governatorato
La nomina di Zulick a Governatore Territoriale fu in gran parte dovuta all’intervento del senatore John R. McPherson del New Jersey. Il Presidente Grover Cleveland lo nominò con una nomina durante la pausa congressuale il 14 ottobre 1885, e il Senato degli Stati Uniti confermò la nomina il 10 dicembre 1885. Il mandato fu rinnovato per un periodo completo di quattro anni il 5 maggio 1886.
Al momento della nomina, Zulick era imprigionato a Nacozari, nello stato di Sonora (Messico). Si trovava lì come Presidente della New Jersey and Sonora Copper Mines per risolvere una disputa finanziaria. Una volta arrivato, scoprì che secondo la legge messicana poteva essere arrestato e trattenuto fino al pagamento dei debiti della compagnia. Fu organizzata una missione di salvataggio e l’ex esploratore dell’esercito M. T. "Doc" Donovan lo liberò durante un’incursione alle 2 di notte. Zulick fu informato della sua nomina a governatore solo dopo aver attraversato il confine per tornare negli Stati Uniti.
Dopo il salvataggio, Zulick fu accolto con una serie di ricevimenti a Tombstone, Tucson e Phoenix mentre si dirigeva verso la capitale. La popolazione e la stampa, in gran parte democratica, celebrarono la nomina del primo governatore territoriale del loro partito. Zulick prestò giuramento il 2 novembre 1885.
Le questioni principali che affrontò da governatore includevano il contrabbando lungo il confine messicano, problemi di clientelismo politico e la recente fuga di Geronimo con un gruppo di Apache Chiricahua dalla riserva di San Carlos. Per contrastare il contrabbando, Zulick propose l’assunzione di quattro ispettori a cavallo per pattugliare il confine, riscuotere i dazi su alcol e tabacco, e prevenire la migrazione incontrollata di bestiame.
I problemi legati agli incarichi politici derivavano dal rifiuto degli incaricati repubblicani della precedente amministrazione di lasciare i loro posti, fino a quando un’ordinanza giudiziaria non li obbligò a farlo.
La rivolta degli Apache creò più problemi politici rispetto al contrabbando. La popolazione dell’Arizona chiedeva azioni militari contro gli Apache, ma il governatore emise il 23 dicembre 1885 una proclamazione che invitava i cittadini a non farsi giustizia da soli. Questo gesto fu visto negativamente: un giornale scrisse che Zulick aveva definito gli arizoniani come "teppisti senza legge". Di conseguenza, la sua popolarità crollò e fu definito "un imbroglione di infimo livello" e "un fallimento". Tuttavia, mantenne la fiducia del Presidente Cleveland e restò in carica.
Durante il suo mandato, l’Arizona affrontò gravi problemi finanziari. La 13ª Legislatura Territoriale aveva lasciato un debito di 1.101.625 dollari. Per reazione, il Congresso degli Stati Uniti approvò il 30 luglio 1886 una legge che limitava il debito territoriale. Sotto queste restrizioni, la 14ª Legislatura stanziò solo 44.217 dollari, contro i 294.323 della precedente. Durante questa sessione fu anche approvata una legge sanitaria e sul bestiame che imponeva la registrazione dei marchi e la quarantena per il bestiame importato.
Zulick dichiarò ufficialmente conclusa la minaccia degli indiani ostili dopo la cattura del gruppo di Geronimo. Tuttavia, l’azione più controversa fu l’abrogazione di una legge che imponeva un "giuramento di prova" per limitare il diritto di voto agli immigrati mormoni. Zulick sostenne che "un uomo può essere favorevole alla bigamia o appartenere a una chiesa che la sostiene, ma finché non mette in pratica questa convinzione, non ha violato alcuna legge". Fu accusato di aver stretto un accordo politico con la Chiesa di Gesù Cristo dei Santi degli Ultimi Giorni per controllare il territorio.
L’elezione del Presidente repubblicano Benjamin Harrison segnò la fine dell’incarico di Zulick. Il nuovo governatore non fu però nominato fino a dopo l’inizio della 15ª Legislatura Territoriale, la quale approvò come prima misura il trasferimento della capitale territoriale da Prescott a Phoenix.
Zulick sostenne anche la richiesta di statualità attraverso il Public Act Number 59, che prevedeva la convocazione di una convenzione costituzionale, che però non ebbe luogo perché il successore, Lewis Wolfley, la giudicò "una misura imprudente". L’ultimo atto dell’amministrazione Zulick fu la nomina di una lista completa di funzionari territoriali, che però fu respinta dalla legislatura a favore di una lista alternativa proposta da Wolfley. Molti degli incaricati da Zulick si rifiutarono di lasciare i propri posti, generando un conflitto istituzionale per il nuovo governatore.

### Dopo il governatorato
Dopo aver lasciato la carica, Zulick si trasferì in una fattoria vicino a Phoenix, dove coltivò fichi, uva e arance. Acquistò anche circa 150 cavalle e allevò cavalli. Nel novembre 1890 fu eletto alla 16ª Legislatura Territoriale dell’Arizona. Con il ritorno di Grover Cleveland alla presidenza nel 1893, il nome di Zulick fu nuovamente proposto per la carica di governatore, proposta che si ripeté nel 1895 durante i tentativi di rimuovere L. C. Hughes dalla carica.
In pensione, Zulick tornò nel New Jersey. Morì il 2 marzo 1926 ad Asbury Park, New Jersey, e fu sepolto nel cimitero di Easton, a Easton.